# سوانا گاتری
سوانا گاتری (انگلیسی: Savannah Guthrie؛ زادهٔ ۲۷ دسامبر ۱۹۷۱) روزنامه‌نگار، مجری تلویزیون، وکیل، و مجری روزنامه (گوینده اخبار) اهل ایالات متحده آمریکا است. وی از سال ۱۹۹۳ میلادی تاکنون مشغول فعالیت بوده‌است. او یکی از مجریان اصلی برنامه صبحگاهی امروز (برنامه کانال ان‌بی‌سی) است، شغلی که از ژوئیه ۲۰۱۲ بر عهده داشته‌است.
گاتری در سپتامبر ۲۰۰۷ به عنوان یک تحلیلگر حقوقی و خبرنگار به ان‌بی‌سی نیوز پیوست و به‌طور منظم از محاکمات در سراسر کشور گزارش تهیه می‌کرد. سپس بین سال‌های ۲۰۰۸ و ۲۰۱۱ به عنوان خبرنگار کاخ سفید خدمت کرد و بعد در سالهای ۲۰۱۰ و ۲۰۱۱ به عنوان مجری برنامه خلاصه اخبار روزانه ام‌اس‌ان‌بی‌سی بود، گاتری به عنوان مجری مشترک ساعت سوم امروز در کنار ناتالی مرالس و آل راکر اعلام شد. او به این ترتیب جایگزین مجری خبری و مجری اصلی شد و بعد به عنوان تحلیلگر ارشد حقوقی در تمام برنامه‌های ان‌بی‌سی حضور پیدا کرد. گاتری در ۲۰۱۲ پس از اینکه آن کوری جایگزین او در اجرای برنامه امروز شد، دیگر به عنوان مجری و گزارشگر ارشد حقوقی در ساعت سوم حضور پیدا نکرد.

## دوران جوانی و تحصیل
سوانا کلارک گاتری، که نام خود را از مادربزرگش گرفته، در ملبورن استرالیا به دنیا آمد، خانواده‌اش در آنجا ساکن بودند. بعدها همه خانواده به ایالات متحده رفته و در آنجا اقامت گزیدند و سپس دو سال بعد به توسان، آریزونا نقل مکان کردند. اولین باری که گاتری به استرالیا بازگشت در سال ۲۰۱۵ و در حین کار برای برنامه تودی بود که آن را «رؤیای مادام العمر» خود توصیف کرد.
او به همراه مادرش، نانسی، به این سفر رفت تا از زادگاهش در بخش زایمان بیمارستان واقع در ساندرینگهام، ویکتوریا، یک شهر ساحلی ثروتمند واقع در ۱۶ کیلومتری (۱۰ مایلی) جنوب شرقی منطقه مرکز تجاری ملبورن، دیدن کند. آنها سپس از خانه سابق خود در نزدیکی بومریس دیدن کردند. گاتری قبل از بازگشت به ایالات متحده مدتی را نیز در سیدنی گذراند.
او از دبیرستان آمفی تئاتر در توسان فارغ‌التحصیل شد.
گاتری مدرک کارشناسی را در روزنامه‌نگاری از دانشگاه آریزونا گرفت و در سال ۱۹۹۳ فارغ‌التحصیل شد.
گاتری از مرکز حقوقی دانشگاه جورج تاون، جایی که در سال ۲۰۰۲ فارغ‌التحصیل شد، دکترای حقوق دریافت کرد.

## فعالیت حرفه‌ای
اولین کار او در پخش ایستگاه تلویزیونی KMIZ وابسته به ای‌بی‌سی در کلمبیا، میزوری بود، جایی که او به مدت دو سال قبل از بازگشت به توسان و پرداختن به ادامه کار با ایستگاه تلویزیونی کی‌وی‌اوای ای‌بی‌سی در ۱۹۹۵ در آنجا کار کرد. پس از پنج سال او در WRC-TV در آریزونا، مشغول به کار شد. جایی که او در واشینگتن دی سی، به داستان‌های مهمی از جمله حمله ۱۱ سپتامبر به پنتاگون و حملات سیاه زخم سال ۲۰۰۱ را پوشش داد.
پس از چندین سال کار به عنوان یک روزنامه‌نگار، گاتری تصمیم گرفت که تحصیلات عالی خود را از سر بگیرد و دکترای حقوق خود را از مرکز حقوق دانشگاه جرج تاون دریافت کرد و در ۲۰۰۲ با درجه عالی فارغ‌التحصیل شد. او یکی از اعضای دادگاه‌های ناحیه کلمبیا و آریزونا است. با کسب رتبه اول در آزمون وکالت آریزونا. او همچنین عضو انجمن افتخاری فارغ‌التحصیلان حقوق کوف بود و جایزه حمایت از دانشجویان آکادمی بین‌المللی وکلای محاکمه در زمینه کاوش در مورد قربانیان خشونت خانگی دریافت کرد.
او برای شرکت حقوقی اکین گامپ استراوس هائور اند فد کار می‌کرد، جایی که او به عنوان شریک دعاوی، متخصص در دفاع جنایی مشغول به کار بود. در سال ۲۰۰۴، او یک خبرنگار محاکمه ملی برای تلویزیون دادگاه شد. او روندهای حقوقی برجسته، از جمله جلسات تأیید کمیته قضایی سنا از نامزد دیوان عالی ایالات متحده، ساموئل آلیتو، محاکمه آدم‌ربایی و قتل کارلی بروسیا، پرونده مارتا استوارت، و دادگاه مایکل جکسون را پوشش داد.

### ان‌بی‌سی نیوز (۲۰۰۷–تاکنون)
گاتری در سپتامبر ۲۰۰۷ خبرنگار ان‌بی‌سی نیوز شد. او رقابت سارا پیلین در سال ۲۰۰۸ برای معاونت ریاست جمهوری را در شهرهای فرنکس، پیتسبورگ، سن آنتونیو، سو سیتی، آیووا و واشینگتن پوشش داد. در ۱۸ دسامبر، او به عنوان خبرنگار کاخ سفید برای ان‌بی‌سی نیوز انتخاب شد. در این مقام، او در تمام برنامه‌های خاص ان‌بی‌سی نیوز مشارکت داشت. گاتری همچنین یک گوینده اخبار ان‌بی‌سی و گوینده جایگزین در ان‌بی‌سی نایتلی نیوز است.
در ۱۴ اکتبر ۲۰۲۰، گاتری پس از ابتلا به کووید-۱۹ از شرکت در یک مناظره انفرادی که در تالار شهر با رئیس‌جمهور بایدن برنامه‌ریزی شده و به دلایل ایمنی به تعویق افتاد امتناع کرد، گاتری به عنوان ناظم در مصاحبه برنامه‌ریزی شده در تالار شهر که با رئیس‌جمهور ترامپ انجام شد، شرکت نمود. مصاحبه دیگر ان‌بی‌سی با بایدن در همان تاریخ و ساعت در شهرداری برنامه‌ریزی شده بود.

### تودی شو (۲۰۱۱–تاکنون)

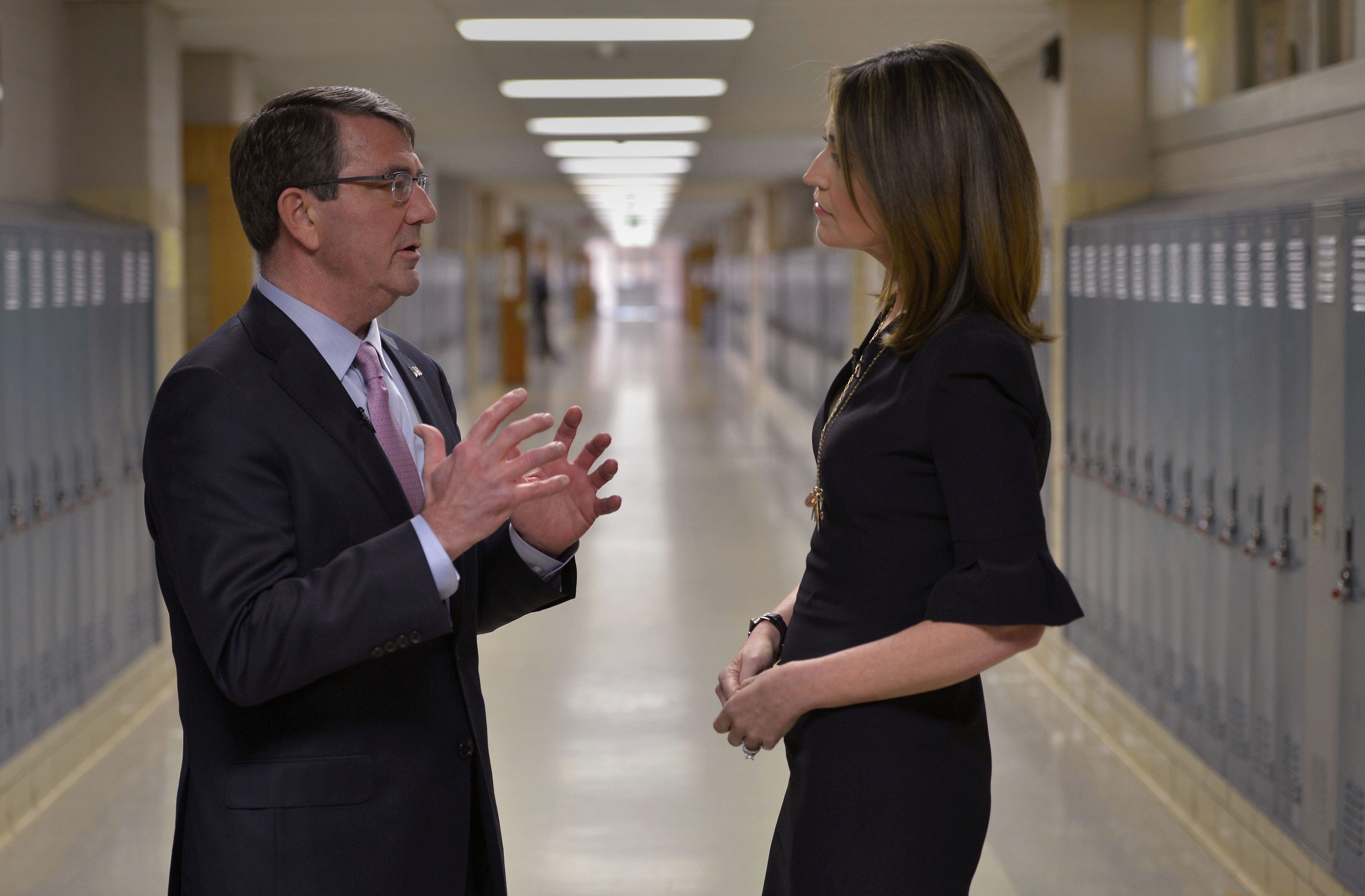
گاتری در مارس ۲۰۱۵ با اشتون کارتر وزیر دفاع ایالات متحده مصاحبه می‌کند.

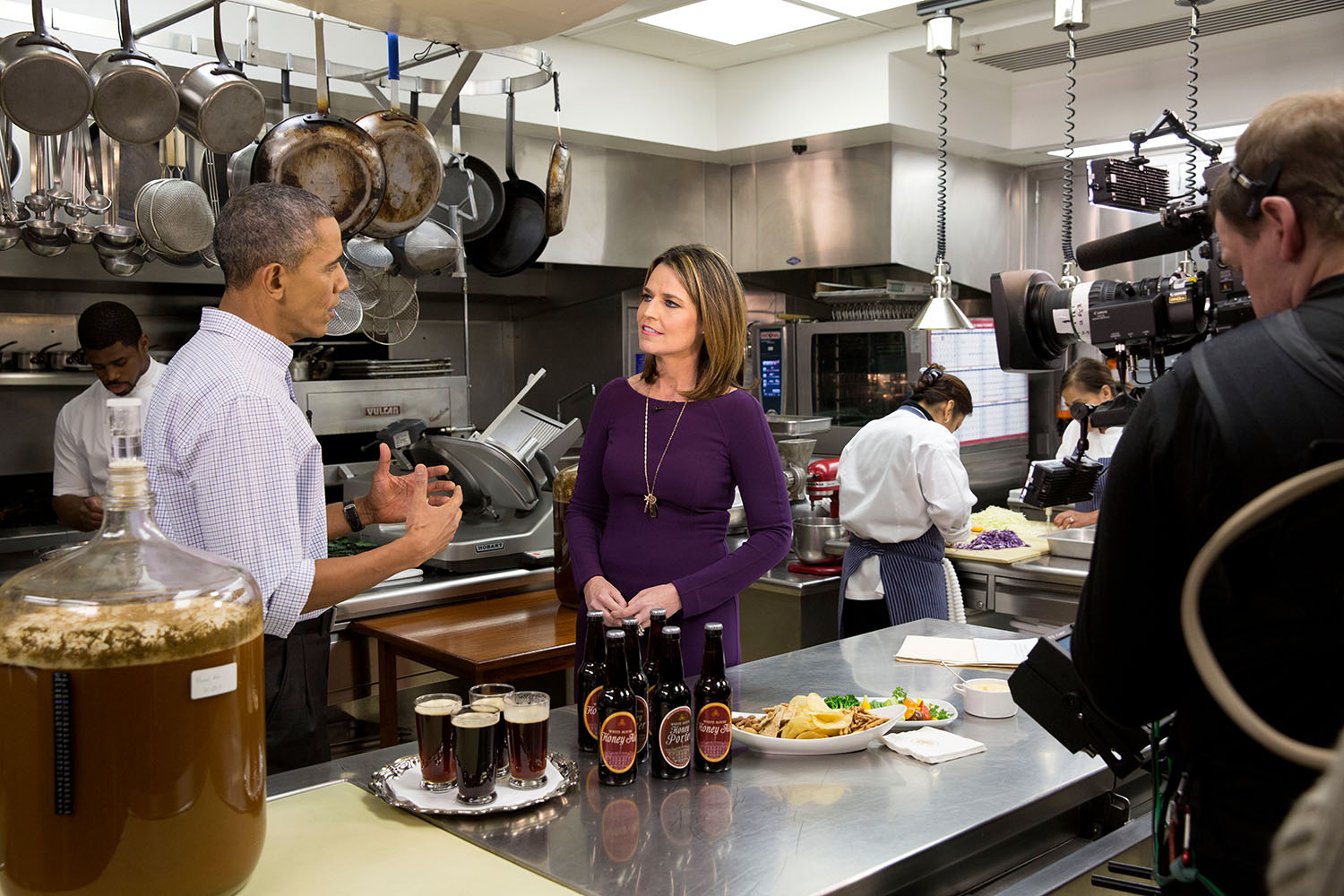
گاتری با باراک اوباما در آشپزخانه کاخ سفید قبل از نمایش چهل و نهمین بازی سوپر بول مصاحبه می‌کند

پس از جایگزین شدن با گاتری جایگزین مریدیت ویرا و آن کوری، در ۹ می ۲۰۱۱ او تأیید شد تا در کنار ناتالی مرالس و آل راکر و سردبیر حقوقی برنامه تودی، مجری برنامه ساعت ۹ صبح شود، این حرکت پس از اعلام خروج ویرا از برنامه به عنوان مجری اصلی برنامه صورت گرفت. در ادامه برنامه کری و مورالس به ترتیب به مجری اصلی و مجری خبر تغییر کردند. گاتری در ۹ ژوئن ۲۰۱۱ از مجری‌گری دیلی ران داون برنامه تودی جدا شد و در سمت تحلیلگر ارشد حقوقی ان‌بی‌سی نیوز منصوب شد و اولین حضور خود را در این نقش در ۲۵ می ۲۰۱۱ انجام داد. در ۲۹ ژوئن ۲۰۱۲، اعلام شد که گاتری از این سمت کناره‌گیری کرده و از امروز، جایگزین کوری می‌شود. اولین روز او به عنوان مجری در کنار مت لاور در ۹ ژوئیه ۲۰۱۲ به اجرای برنامه پرداخت.
در ۲۰۱۱، مصاحبه‌ای با دونالد ترامپ انجام داد که در آن مصاحبه نقش خود را در جنجال «تولد» باراک اوباما مورد بحث قرار داد. در اواخر همان سال، پس از اینکه کنراد موری در قتل غیرعمد مایکل جکسون مجرم شناخته شود، با کنراد موری مصاحبه کرد. او جزئیاتی اختصاصی از مرگ اسامه بن لادن را نیز گزارش نمود. در ۲۹ نوامبر ۲۰۱۷، گاتری جانشین مت لاور شد و به عنوان میزبان در کنار هدی قطب قرار گرفت.
از سال ۲۰۱۲، او میزبان برنامه رژه روز شکرگزاری مسی در شبکه ان‌بی‌سی و نورافشانی سالانه درخت کریسمس در راکفلر سنتر بوده‌است.
در سال ۲۰۲۰، او مصاحبه دیگری با رئیس‌جمهور وقت دونالد ترامپ در طول مبارزات انتخاباتی مجدد او در انتخابات ۲۰۲۰ در میان همه‌گیری کووید-۱۹ انجام داد. گاتری ترامپ را در مورد بدهی‌هایش، پاسخ به ویروس کرونا و امتناع از محکوم کردن صریح تئوری توطئه جناح راست QAnon تحت فشار قرار داد. گاتری برای این مصاحبه مورد تحسین قرار گرفت و بسیاری گفتند که این شکل برخورد با یک روزنامه‌نگار اولین باری است که ترامپ برخلاف مصاحبه‌های پیشینش با رسانه‌های محافظه‌کارتر مانند فاکس نیوز، در طول مبارزات انتخاباتی ۲۰۲۰ اجازه ممانعت در تسلطش در مصاحبه و ادعاهای بدون چالش را نداشت.
گاتری در لیست ۱۰۰ فرد تأثیر گذار تایم در سال ۲۰۱۸ قرار گرفت.

### سایر کارها
گاتری مفسر چهار قسمت اول فصل اول نمایش تلویزیونی truTV Presents: World's Dumbest بود.
گاتری در سال ۲۰۱۳ در فینال سریال کمدی راک۳۰ ان‌بی‌سی و فیلم Sharknado 3: Oh Hell No!. با نام خودش ظاهر شد.
در سال ۲۰۱۸، او در کنار هموطن خود جک سوک در یک مسابقه تنیس نمایشگاهی مقابل راجر فدرر سوئیسی و بیل گیتس آمریکایی بازی کرد. ساوانا و جک متحمل شکست شدند و نتیجه نهایی ۳–۶ بود.
گاتری نویسنده دو کتاب کودک است: شاهزاده خانم‌ها شلوار می‌پوشند و شاهزاده خانم‌ها جهان را نجات می‌دهند.
در فوریه ۲۰۲۱، گاتری به عنوان میزبان موقت مهمان نمایش خطر معرفی شد! پس از مرگ الکس تبرک مجری برنامه. قسمت‌های او در ۱۴ تا ۲۵ ژوئن ۲۰۲۱ پخش شد.

## زندگی شخصی
در دسامبر ۲۰۰۵، گاتری با مارک اورچارد، مجری انگلیسی الاصل بی‌بی‌سی، ازدواج کرد، او حین پوشش دادن به محاکمه مایکل جکسون با او آشنا شد. این زوج در سال ۲۰۰۹ از هم جدا شدند.
در اواخر سال ۲۰۰۹، زمانی که تعطیلات خود را در جزایر تورکس و کایکوس گذرانده بود، با مایکل فلدمن مشاور سیاسی و ارتباطات دموکرات رابطه برقرار کرد. در سال ۲۰۱۳ نامزد کردند. آنها در ۱۵ مارس ۲۰۱۴ در توسان، آریزونا ازدواج کردند. دو روز بعد، گاتری اعلام کرد که چهارمهه باردار است.
گاتری اولین فرزند خود را در سال ۲۰۱۴ به دنیا آورد. در ۷ ژوئن ۲۰۱۶، گاتری اعلام کرد که او و همسرش در انتظار دومین فرزند خود هستند. او دومین فرزند خود را در سال ۲۰۱۶ به دنیا آورد.